# Lobata (distrikt)
Lobata är ett distrikt i São Tomé och Príncipe. Dess huvudort är Guadalupe. Den har en yta på 105 km2, och den hade 19 414 invånare år 2012.